# Krajnčica
Krajnčica este o localitate din comuna Šentjur, Slovenia, cu o populație de 211 locuitori.